# Nashashibi

Foto di famiglia

I Nashashibī (in arabo: النشاشيبي, traslitterazione: Al-Nashāshībī) è il nome di un'importante famiglia araba palestinese con sede a Gerusalemme.
Dopo la prima guerra mondiale, durante il periodo britannico, Raghib al-Nashashibi fu sindaco di Gerusalemme (1920-1934).
Si dice che un ramo della famiglia, Al Hassani, si sia trasferito a Damasco in Siria; si presume che un altro ramo minore, l'Akattan, sia stato stabilito in Turchia dalla progenie di un importante ufficiale ottomano Nashashibi che si ritirò in Turchia dopo la prima guerra mondiale e la caduta della Palestina dal dominio ottomano. Poco si sa su dove si trovi in Egitto la presunta fonte della famiglia.
Arrivarono in Palestina quando Naser al-Din Muhammad al-Nashashib fu nominato Guardiano delle due Moschee nel 1469 dal Sultano mamelucco Qaytbay. Le moschee menzionate nel titolo onorifico dato dal sultano sono: la moschea al-Aqsa a Gerusalemme e la moschea Ibrāhīmī (Abramo) a Hebron.
La famiglia è sempre stata attiva e i suoi membri hanno sempre fatto parte dei vari comitati di rappresentanza palestinesi durante il periodo del Mandato britannico e oltre. È in questa arena politica che i Nashashibī si scontrano con i loro più grandi rivali: la famiglia di notabili palestinesi degli Husaynī, capeggiati dal Gran Muftī di Gerusalemme presidente del Supremo Comitato Arabo.

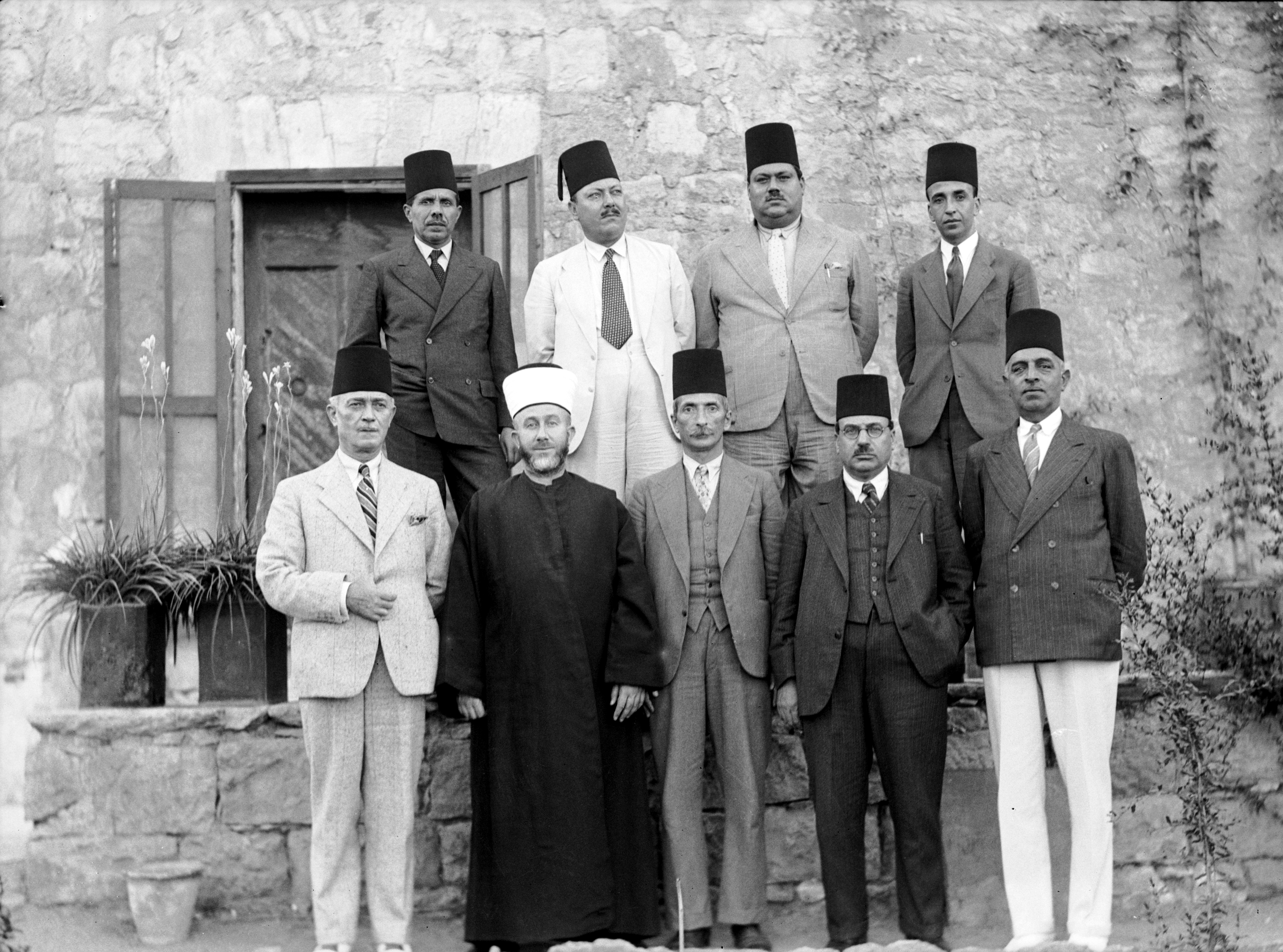
Come membri del Supremo Comando Arabo con Amin al-Husayn

All'interno della scena politica palestinese i Nashashibī hanno sempre rappresentato l'opposizione e l'ala più moderata; viceversa gli Husaynī e i clan alleati erano la maggioranza e l'ala più estremista.
È per questo motivo che, durante la Grande Rivolta Araba contro gli insediamenti sionisti nel 1936-39, l'"Yishuv", l'Agenzia ebraica e le stesse autorità britanniche finanziarono segretamente la fazione dei Nashashibī sperando così che questi prendessero il controllo dell'Supremo Comitato Arabo e ponessero fine ai disordini e alle violenze.
Dopo la Grande Rivolta Araba degli anni trenta i numerosi appartenenti della famiglia dei Nashashibī furono incarcerati o esiliati dalle autorità britanniche.

## Storia

### Periodo mamelucco e ottomano
Si pensa che i Nashashibis siano di origine curdo-circassa. [1][2] divenne per la prima volta notevole e prominente a Gerusalemme con l'avvento del principe (dell'esercito) Nasser al-Din al-Nashashibi che emigrò (o guidò un contingente militare?) a Gerusalemme dall'Egitto nel 1469 d.C. È stato scelto per custodire e custodire al-Haram ash-Sharif (i due santuari sacri): la moschea di al-Aqsa e la grotta dei patriarchi (la moschea di al-Ibrahimi) a Hebron. A Nasser al-Din è anche attribuito il merito di essere stato il primo funzionario a portare l'acqua "condotta" e incanalata a Gerusalemme dall'area di Betlemme (Al Khader). A lui porta la spianata di Gerusalemme Haram.
La famiglia divenne una delle principali famiglie musulmane di Gerusalemme come proprietari terrieri, commercianti, funzionari pubblici e governativi e successivamente come professionisti. Come famiglia di "notabili" a Gerusalemme, un anziano di spicco della famiglia, Rashid Nashashibi, fu una delle due persone scelte per rappresentare Gerusalemme nel Majlis ottomano nel 1910 circa.
Nonostante la loro posizione relativamente favorevole presso gli ottomani, alcuni membri della famiglia presero parte alla lotta contro il regime ottomano. Il membro di spicco della famiglia che si oppose al dominio ottomano e fu giustiziato per la sua agitazione e difesa nazionalista pan-araba fu Ali Omar Nashashibi (indicato anche in alcuni libri di storia come Bitar Ali, bitar che significa veterinario), che era stato un medico veterinario e ufficiale dell'esercito ottomano e uno dei fondatori di uno dei primi movimenti nazionalisti panarabi. la Società Kahtani. Ali Omar fu giustiziato da Djemal Pasha a Beirut al Sahet Al-Shuhada (Place des Martyres) nel 1917 per cospirazione e agitazione politica all'interno dell'esercito ottomano.

### Periodo del mandato britannico
La famiglia Nashashibi ebbe una forte influenza negli affari palestinesi durante il periodo del mandato britannico, dal 1920 al 1948. Durante questo periodo, competevano con il clan al-Husayni, un'altra importante famiglia araba di Gerusalemme, per la guida degli affari politici arabi palestinesi. Le opinioni di queste due famiglie hanno in gran parte plasmato le posizioni politiche divergenti degli arabi palestinesi dell'epoca. Un'altra famiglia influente fu quella dei Khalidi.
Raghib Nashashibi, all'epoca capo del clan Nashashibi, fu una figura politica influente per tutto il periodo del mandato britannico e oltre. Fu nominato sindaco di Gerusalemme nel 1920 dagli inglesi e contribuì a formare il Partito Nazionale Arabo Palestinese nel 1928 e il Partito di Difesa Nazionale nel 1934. Nel 1936 entrò a far parte dell'Alto Comitato Arabo, formato su iniziativa di Amin al-Husayni, del clan rivale al-Husayni; tuttavia, Raghib e il Partito di Difesa Nazionale, controllato dal clan, si ritirarono presto dal Comitato.
La rivolta araba del 1936-39 fu scatenata dall'opposizione all'immigrazione ebraica, che era notevolmente aumentata a causa dell'antisemitismo in Europa. I membri della famiglia Nashashibi iniziarono ad essere presi di mira, così come la comunità ebraica e gli amministratori britannici. Raghib Nashashibi fu costretto a fuggire in Egitto dopo diversi tentativi di assassinio contro di lui, ordinati dal mufti, Amin al-Husayni. Il nipote di Raghib, Fakhri Nashashibi, aiutò a organizzare le forze conosciute come "bande della pace" per combattere gli insorti e dare informazioni agli inglesi. In seguito all'assassinio del commissario distrettuale britannico della Galilea, Lewis Yelland Andrews, il 26 settembre 1937, gli inglesi misero fuori legge l'Alto Comitato Arabo, arrestarono i suoi membri e ordinarono lo scioglimento dei partiti politici nazionalisti. Raghib al-Nashashibi e il Partito di Difesa Nazionale non erano soggetti al bando. Molte delle altre figure politiche sono state arrestate, deportate o sono andate in esilio.

### Considerazioni
La famiglia Nashashibi era considerata politicamente moderata rispetto alle opinioni più militanti della famiglia Husayni. I Nashashibi favorivano l'opposizione politica, piuttosto che violenta, al mandato britannico e al sionismo. Erano anche disposti a scendere a compromessi in alcune aree in cui molti palestinesi non lo erano. Ad esempio, la famiglia Nashashibi era favorevole alla spartizione proposta dalla Gran Bretagna nel 1937 e accettò con riserva il Libro Bianco del 1939, anche se fece marcia indietro quando fu attaccata dagli oppositori politici. Allo stesso modo, i Nashashibi favorirono anche la partecipazione araba al Consiglio legislativo proposto dal Mandato britannico, che avrebbe visto la partecipazione di rappresentanti dei vari gruppi religiosi presenti in Palestina all'epoca.
In generale, la famiglia Nashashibi e i suoi seguaci politici sostenevano il compromesso con i sionisti e le autorità britanniche. Ciò era in netto contrasto con le opinioni degli Husayni, che sostenevano un rifiuto totale della politica della Dichiarazione Balfour. Il Partito Arabo Palestinese, formato nel 1935 dagli Husayni in risposta alla formazione del Partito di Difesa Nazionale di Nashashibi, credeva nel programma massimalista di dissoluzione del focolare nazionale ebraico e di creare un governo esclusivamente arabo. I Nashashibi, tuttavia, ritenevano che gli arabi avessero maggiori probabilità di raggiungere i loro obiettivi politici lavorando all'interno del sistema del Mandato, piuttosto che combattendo contro di esso.

### Rivalità Husayni-Nashashibi
Durante tutto il periodo del mandato britannico, i clan Husayni e Nashashibi furono le due famiglie arabe più potenti della Palestina e furono costantemente in competizione per il potere. Mentre le due famiglie non differivano sui loro obiettivi a lungo termine (fermare l'afflusso di ebrei europei e sostenere uno stato arabo palestinese), non erano d'accordo sul modo migliore per raggiungere tali obiettivi. La famiglia Husayni rifiutò il mandato britannico e il sionismo nel suo complesso, mentre i Nashashibi ritenevano che l'approccio migliore fosse quello di raggiungere un compromesso politico.
La politica in Palestina nel suo complesso divergeva in gran parte lungo la spaccatura creata da queste due famiglie. Ciò ha prodotto un livello di faziosità tra gli arabi palestinesi che spesso li ha paralizzati nella lotta contro il sionismo. Inoltre, i battibecchi di parte spesso portavano una famiglia a bloccare le politiche dell'altra famiglia che potevano davvero essere nell'interesse nazionale. Sfortunatamente per gli arabi palestinesi, la loro capacità di negoziare efficacemente è stata spesso ostacolata dalla loro incapacità di presentare un fronte unito sulla questione del sionismo.
Sulla rivalità, un editoriale del giornale in lingua araba Falastin negli anni '20 commentò:
Lo spirito di faziosità è penetrato nella maggior parte dei livelli della società; Lo si può vedere tra i giornalisti, i tirocinanti e la base. Se chiedi a qualcuno: chi tifa? Risponderà con orgoglio, Husseini o Nashasibi, o... Inizierà a riversare la sua ira contro l'accampamento avversario nel modo più ripugnante.

## Famiglia dal 1948
Nel 1947, le Nazioni Unite votarono a favore della partizione della Palestina, che i leader arabi respinsero.
Dopo l'insediamento di Israele nel maggio 1948, il Mufti tentò di formare dall'Egitto il governo di tutta la Palestina a Gaza, ma Abdullah di Giordania lo impedì e annesse la più ampia area araba rimanente della Palestina (ora chiamata Cisgiordania) alla Transgiordania, formando il Regno di Giordania. Dopo l'acquisizione della Cisgiordania da parte della Giordania, Raghib al-Nashashibi è stato ministro nel governo giordano, governatore della Cisgiordania, membro del Senato giordano e primo governatore militare della Cisgiordania in Palestina. La nomina, con l'appoggio di stati arabi, diversi dall'Egitto, segnò la sconfitta del mufti.
Attualmente, i membri del clan ricoprono posizioni di rilievo nel Consiglio Nazionale Palestinese e nell'Organizzazione per la Liberazione della Palestina.

## Membri importanti
- Fakhri al-Nashashibi, nipote di Raghib.
- Mufid Nashashibi
- Raghib al-Nashashibi, membro del Majlis ottomano per Gerusalemme nel 1910 e sindaco di Gerusalemme dal 1920 al 1934.
- Mohammad Zuhdi Nashashibi, primo ministro delle Finanze dell'Autorità nazionale palestinese, dal 1994 al 2002.
- Rosalind Nashashibi
- Sharif Hikmat Nashashibi
- Rami al-Nashashibi